# Мюррей, Шон (композитор)
Шон Мюррей (англ. Sean Murray: род. 1965) — американский композитор музыки для кинофильмов, сериалов, телепередач и компьютерных игр. Написал музыку для многих кинофильмов, включая «God, the Devil and Bob», «Похитители картин», сериала «Баффи — истребительница вампиров», компьютерных игр «True Crime: Streets of LA». После этого Мюррей начал сотрудничать со студией Treyarch, написав все саундтреки для двух её игр: «Call of Duty: World at War» 2008 года выпуска и «Call of Duty: Black Ops» 2010 года выпуска.

## Биография
Шон Мюррей является сыном актёра Дона Мюррея, который был номинирован на премию «Оскар» в 1956 году. Имеет двух братьев, Кристофера и Мика Мюррей Шон Мюррей рос в Санта-Барбаре, Калифорния, где он посещал школу Brooks Institute Film School. Там он начал изучать создание музыки для фильмов, а также писал музыку для многих студенческих кинофильмов. Впервые Мюррей дебютировал в 19 лет как композитор боевика «Scorpion». В настоящее время живёт на Hollywood Hills.